# Christof Duffner
Christof Duffner, né le 16 décembre 1971 à Triberg im Schwarzwald, est un sauteur à ski allemand. Il est champion olympique par équipes aux Jeux olympiques d'hiver de 1994 et champion du monde en 1999 par équipes.
Il fait ses débuts en Coupe du monde en 1988 et obtient son premier podium et victoire en 1992. Il se retire en 2004.

## Palmarès

### Jeux olympiques
| Épreuve / Édition | Albertville 1992 | Lillehammer 1994 | Salt Lake City 2002 |
| Petit tremplin    |                  | 18e              | 17e                 |
| Grand tremplin    | 11e              | 11e              |                     |
| Par équipes       | 5e               | Or               |                     |

### Championnats du monde
| Épreuve / Édition | Val di Fiemme 1991 | Falun 1993 | Trondheim 1997 | Ramsau 1999 | Val di Fiemme 2003 |
| Petit tremplin    |                    | 28e        |                | 14e         | 20e                |
| Grand tremplin    | 15e                | 10e        | 25e            | 18e         | 24e                |
| Par équipes       |                    |            | Bronze         | Or          |                    |

### Championnats du monde de vol à ski
| Épreuve / Édition | Harrachov 1992 | Planica 1994 | Kulm 1996 | Oberstdorf 1998 | Vikersund 2000 | Harrachov 2002 |
| Individuel        | 5e             | 4e           | 5e        | 11e             | 12e            | 8e             |

### Coupe du monde
- Meilleur classement général : 6e en 1993.
- 5 podiums individuels dont 1 victoire.
- 6 podiums par équipes dont 1 victoire.

#### Victoires par saison
| Année | Lieu                   |
| 1993  | Oberstdorf (Allemagne) |